# Sąsiadka
Sąsiadka (prononciation [sɔ̃ˈɕatka]) est un village de la gmina de Sułów, du powiat de Zamość, dans la voïvodie de Lublin, situé dans l'est de la Pologne.
Il se situe à environ 6 kilomètres au sud-ouest de Sułów (siège de la gmina), 26 kilomètres à l'ouest de Zamość (siège du powiat) et 61 kilomètres au sud de Lublin (capitale de la voïvodie).
Sa population s'élève approximativement à 413 habitants.

## Histoire
Dans la région du village actuel se trouvait l'un des plus importants Czerwieńskie Grody - Sutiejsk, connu depuis 1097. En 1097, le château fut occupé par David Igorewicz et, plus tard, Vladimir II Monomakh y fit la paix avec les Polonais. En 1205, il est occupé par Roman Mstislavovitch lors de son expédition contre Leszek le Blanc, au cours de laquelle il est tué à la bataille de Zawichost.
Entre 1975 et 1998, le village a appartenu administrativement à la province de Zamość.
Władysław Wyłupek, un soldat des bataillons de paysans, est né à Sąsiadka.
De nos jours, Sąsiadka est un petit village célèbre pour ses beaux paysages, qui comprennent le château de Czerwieński et un grand nombre de ravins forestiers. Il se trouve au cœur du parc paysager de Szczebrzeszyński.
L'agrotourisme est peu développé. La piste cyclable « Black Pearl » traverse le village.

## Administration
De 1975 à 1998, le village est attaché administrativement à l'ancienne voïvodie de Zamość.

Depuis 1999, il fait partie de la nouvelle voïvodie de Lublin.